# Tautuliszki
Tautuliszki (lit. Tautuliškės) − wieś na Litwie, w rejonie wileńskim, 5 km na zachód od Bujwidzów, zamieszkana przez 17 ludzi. Przed II wojną światową w Polsce, w powiecie wileńsko-trockim województwa wileńskiego.